# Неолиберализам
Неолиберализам је покрет у економији заснован на неокласичној економској теорији. Настао је након Другог светског рата, а од краја седамдесетих година XX века, са доласком Маргарет Тачер на власт у Уједињеном Краљевству, почиње да игра све значајнију улогу у свету. Противи се уплитању државе у економију, протекционизму, високим стопама пореза и сл. Теоријски гледано, неолиберализам не заговара кршење политичких слобода и људских права, иако су неке владе, које су спроводиле неолибералне економске реформе, то чиниле у ауторитарним режимима. Најпознатији пример је Чиле за време војне хунте Аугуста Пиночеа (1974–1990).